# Вигилантиа
Вигилантиа ( грч. Βιγλεντία  , рођен око 490. године) била је сестра византијског цара Јустинијана I (р. 527–565) и мајка његовог наследника цара Јустина II (р. 565–574).

## Име
Назив "Вигилантиа" је латински за "будност, будност". Само по себи потиче од "вигилиа" (стража, будност) и "бдење" ((1) придев: будан, бдијући, упозорен (2) именица: стражар, стражар).

## Породица
Јустинијан (рођен 482. године) и Вигилантиа су били деца Вигилантије (рођена око 455. године), сестре цара Јустина I (р. 518–527), оснивача Јустинијанове династије. Породица је настала у Бедеријани, у близини Наиса (савремени Ниш у Србији) у Дакији Медитеранеа. Прокопије, Теодор Лектор, Захарија Ретор, Виктор од Тунуне, Теофан Исповедник и Георгије Кедренос сматрају Јустина и његову породицу Илирима, иако је Кедренос неизвестан. Евагрије Схоластик, Јован Малала, Хроникон Пасхале, Суда, Јован Зонара и Цариградска Патрија сматрају их Трако-Римљанима. Док Прокопије наводи да су сељачког порекла, Зонара је једини извор који описује цара Јустина I као бившег сточара.
Јустинијан је рођен у селу Таурисиону, близу тврђаве Бедеријане, где су се њихови родитељи очигледно настанили. Њихов отац се звао Сабатије, док име њихове мајке није забележено. Име „Биглениза“ је мајци Јустинијана и Вигилантије доделио Николо Аламани (1583–1626), наводећи као извор „Јустинијанов живот“ (латински: Вита Иустиниани) „Теофила Абаса“, наводног Прокопијевог савременика. Упркос поновљеним претрагама, овај извор никада није пронашао други научник. Аламани су веровали као поуздан извор неколико каснијих аутора, укључујући Едварда Гибона, који у својој Историји опадања и пада Римског царства цитира име Биглениза и друге детаље који потичу од Аламанија. Пошто се чинило да је име словенског порекла, касније ће се развити теорије о словенском пореклу цара Јустинијана I и његове породице. Године 1883, Џејмс Брајс је открио рукопис „ Вита Јустиниани “ у Палати Барберини. Датирала је само из 17. века и садржала је све чињенице које је помињао Аламани, укључујући и Бигленизу која сматра да њена снаха Теодора „није дар Божји већ дар ђавола“. Брице је предложио овај рукопис као Аламанијев извор. Међутим, његова аутентичност је била сумњива, а Константин Јосеф Јиречек је овај рукопис сматрао делом Ивана Томка Марнавича (1579–1639), архиђакона Аграмског (Загреб). Било који други извор који је користио, ако га има, није јасан. Марнавич је био преводилац средњовековних текстова, посебно хагиографија. Биглениза је само превод Вигилантиа на словенски, пратећи дугогодишњу теорију да су мајка и ћерка имале исто име.
Док бројни историчари помињу Вигилантијин однос са Јустинијаном, само Виктор од Тунуне именује њеног мужа и оца цара Јустина II, Дулцидије (његово име се такође преводи као Дулцисим).

## Наслеђе Јустинијана
Вигилантиа је једна од фигура представљених у Ин лаудем Јустини минорис („У славу млађег Јустина“), песми Флавија Кресконија Корипа написаној поводом ступања на власт цара Јустина II. То је више хвалоспев него права хроника. И Вигилантиа и њена снаја Софија, називају се „ дивае “, латински за „божанске, богиње “, и извори песникове инспирације, замењујући у том погледу музе . Софија, нећака Теодоре вероватно је била његова заштитница и можда је наручила песму. Византинисткиња Линда Гарланд сугерише да су и Софија и Вигилантија биле Корипови стварни извори о разним догађајима, укључујући активности „иза кулиса“.

## Брак и деца
Вигилантиа и Дулцидиус/Дулцисимус су били родитељи троје познате деце:
- Јустина II, византијски цар. Оженио сестричину царице Теодоре, Софију
- Марцел
- Прајекта